# Phytoecia akbesiana
Phytoecia akbesiana là một loài bọ cánh cứng trong họ Cerambycidae.